# 메르세데스-AMG 원

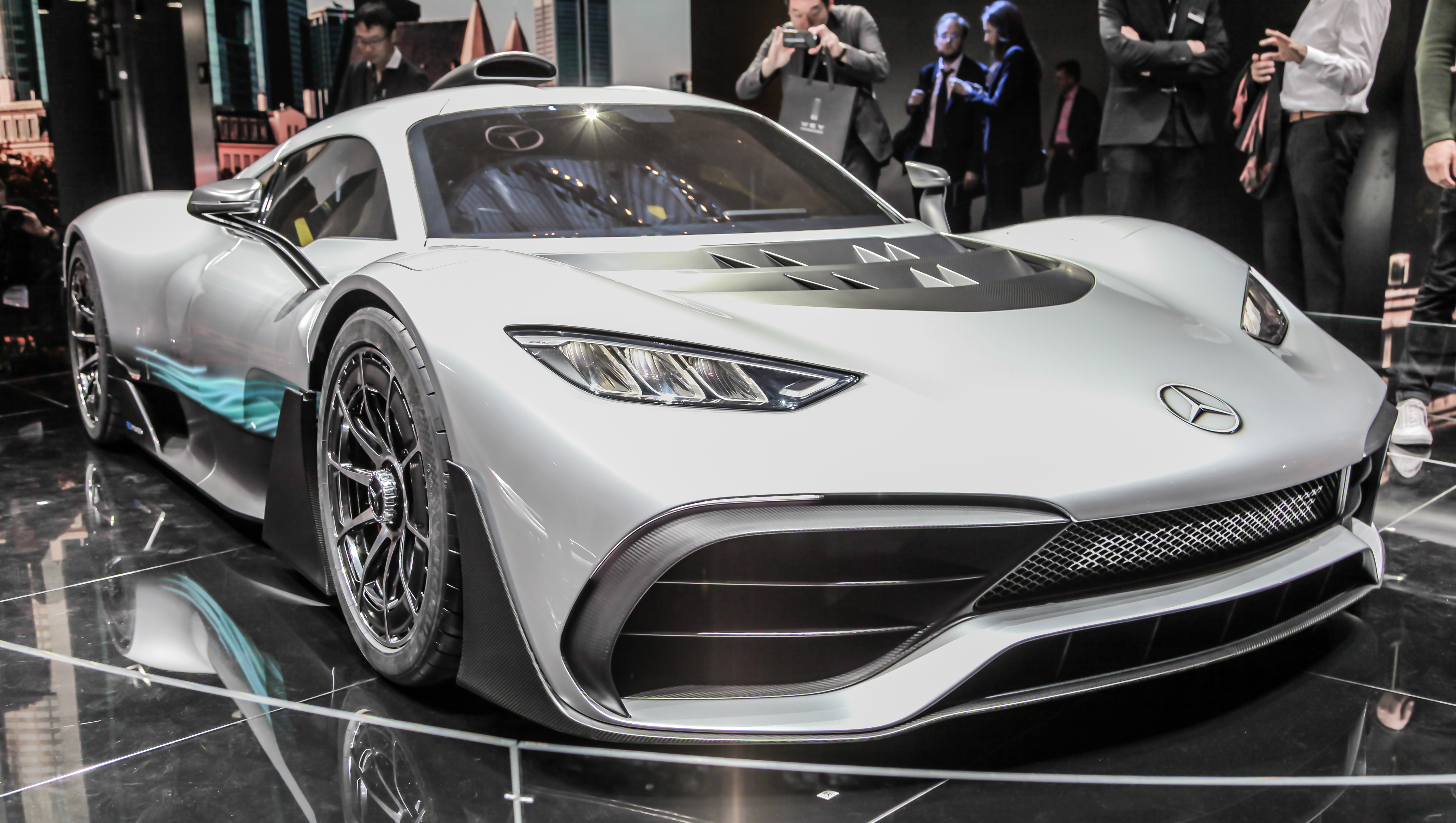
메르세데스-AMG 프로젝트 원

메르세데스-AMG 프로젝트 원(Mercedes-AMG Project One)은 메르세데스-AMG 창설 50주년으로 만든 275대 한정판 스포츠카이다. 2017년 프랑크푸르트 모터쇼에서 공개되었고, 2019년 출시되었다. 출시 전에 모두 예약되었다.

## 역사
2017년 9월, 프랑크푸르트 모터쇼에서 프로젝트 원 시제품이 최초로 공개되었다.
2014년 포뮬러 원 경주에 사용된 메르세데스-AMG 하이 퍼포먼스 파워트레인스사의 1.6 L Mercedes-Benz PU106C Hybrid twin-turbocharged 90-degree V6 엔진을 2인승 스포츠카에 그대로 사용했다. 2018년 포뮬러 원 경주에도 동일한 엔진이 5년째 사용중이다.
2018년 F1 경주에는 10개 팀이 각 2명의 드라이버로 참가중이다. 포스 인디아, 메르세데스, 윌리엄스 팀이 메르세데스-AMG 하이 퍼포먼스 파워트레인스사의 1.6 L 하이브리드 트윈 터보차지 6기통 엔진을 사용중이다. 즉 2018년 F1 대회의 20대 차량 중에서 6대가 프로젝트 원의 엔진을 사용중이다. 21번 경주하는 2018년 시즌에서, 4차 대회인 2018년 아제르바이잔 그랑 프리에서 메르세데스 AMG 페트로나스 F1 팀의 루이스 해밀턴이 우승했다. 즉, 2018년 현재 우승하는 F1 머신의 엔진을 그대로 프로젝트 원에 사용했다.
F1 머신은 보통 백억원 하는 것으로 알려져 있는데, 프로젝트 원의 가격은 30억원이다.
2018년 5월 8일, 메르세데스-벤츠 코리아가 경기도 용인시 AMG 스피드웨이 공식 오픈행사에서, 하이퍼카 메르세데스-AMG 프로젝트 원을 선보였다.